# (19426) Leal
(19426) Leal (1998 FP65) – planetoida z pasa głównego asteroid okrążająca Słońce w ciągu 4,52 lat w średniej odległości 2,73 j.a. Odkryta 20 marca 1998 roku.